# Добърска певческа школа
Добърската певческа школа е професионално обединение от типа на средновековните цехови организации. Център на школата е пиринското село Недобърско (днес Добърско). Членове на школата са слепци – странстващи певци, чието високо професионално майсторство е всепризнато.
През XIX век един от традиционните занаяти в Недобърско е професионалното пеене с просия. Местни жители, особено слепи или сакати, си изкарват прехраната извън селото като свирачи на гусла и певци, изпълнители на епически и други песни на събори, пазари, сватби, кръстопътища и т.н. Според Антон Стоилов добърчани прибягват до този занаят, тъй като земята им е малко и неплодородна.
За пръв път за разложките просяци певци споменава Атанасий Чолаков Хилендарец в превода си от 1851 година във „Ввдение в всеобща история“ от Август Шльоцер от 1804 година. В 1868 година Михаил Попфилипов определя местонахождението на школата в отговор на писмо от Стефан Веркович. Той пише, че местните просяци знаят „много стари и добри песни“. В 1884 година Серафим Боянов издава сборник с юнашки песни, които са записани от слепия добърски възпитаник Никола Телев, известен и като Тилев.
Според легендите ослепените след битката от 1014 година Самуилови войници се насочват към Рилския манастир, но по пътя ги застига зима и се заселват в Недобърско, тъй като тук намерили облекчение от лечебната вода от аязмото в двора на църквата „Св. св. Теодор Тирон и Теодор Стратилат“. Те създали прочутата Добърска школа за музика, за да помагат на слепи деца.
През 1891 година Васил Кънчов посещава селото и пише:
| „ | Недобърско е забележително и по друго нещо. От това село излизат всичките разложки просяци. Всякое дете, което има какъв годе телесен недостатък, се приготвя от малко със старание за просяшки занаят. По околните села бедят недобърчани, че те нарочно си осакатявали децата, за да им печелят пари с просия. Това нещо не е вярно. Бивали са случаи, когато недобърските просяци са събирали сакати деца по другите села, за да ги учат на занаят. Учат ги да свирят на гусла и да пеят песни. | “ |

Според запазени данни последните изяви на певческото братство в Недобърско са в края на XIX или началото на XX век. След разпадането на Добърската школа, просешката традиция продължава до 40-те години на XX век, като само отделни изисквания на братството са запазени. Сред запазените правила са задължителното обучение при признат майстор и тайният „просешки език“.